# Gerd
Pour les articles homonymes, voir Gerd (homonymie).
Gerd (en vieux norrois : Gerð), également connue sous les noms de Gerth ou encore Gerda, est une divinité nordique (jötunn), fille du géant Gymir et de la géante Aurboda.
Associée à la terre, elle est considérée comme la plus belle des géantes dans la mythologie nordique.

## Biographie
Son nom signifie « enclôturé ».
C'est également l'épouse de Freyr. En effet, un jour, celui-ci, en s'asseyant sur le trône d'Odin qui lui permit de voir la terre entière, voit cette géante près de la maison de son père, il en tombe éperdument amoureux. Dès lors, il n'a plus qu'une idée en tête : l'épouser, quel qu'en soit le prix.
On trouve Gerðr dans l'Edda poétique, compilation du XIIIe siècle ; l'Edda de Snorri et Heimskringla, écrits au XIIIe siècle par Snorri Sturluson ; dans la poésie des scaldes.

### Dans l'Edda poétique
Dans le poème Skírnismál du Edda poétique, le dieu Freyr est assis sur le siège Hlidskjálf et regarde dans tous les mondes. Freyr, voyant une belle fille dans le hall de son père Gymir, en tombe épris. Le père de Freyr, Njörd et, en vers, la déesse Skadi, instruisent le page de Freyr, Skírnir, d'apprendre ce qui ne va pas avec le dieu.
| Freyr qvaþ: 6. I Gymis ga/rþom ec sa ganga mer tiþa mey; armar lysto, en af þaþan alt lopt oc la/gr. | Freyr dit : 6. Dans l'enclos de Gymir J'ai vu marcher Une fille après qui je languis ; Ses bras brillaient Et faisaient resplendir Air et mer tout entiers. |  |

## Famille

### Mariage et enfants
Avec le dieu Freyr, Gerd eut :
- Yngvi.

## Postérité
Le prénom de Gerda a été utilisé par Hans Christian Andersen pour le personnage principal de son conte La Reine des neiges en 1844.

## Galerie

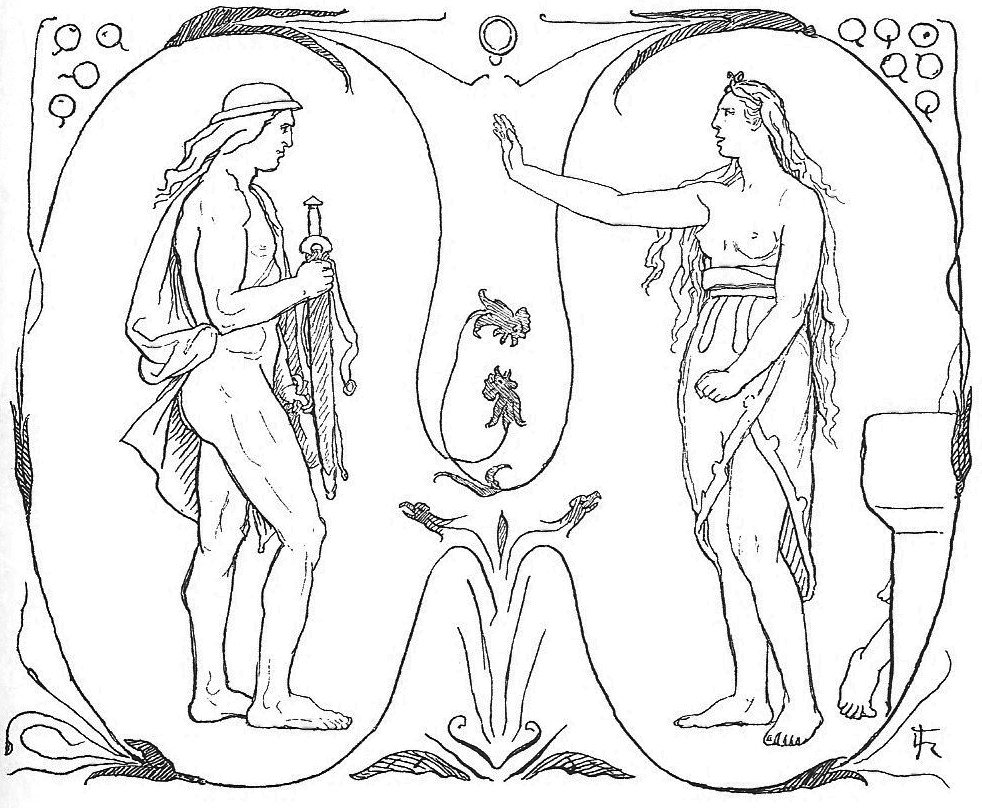
Gerðr refuse l'offre de Skírnir de onze pommes d'or et d'une bague, par Lorenz Frølich (1895).
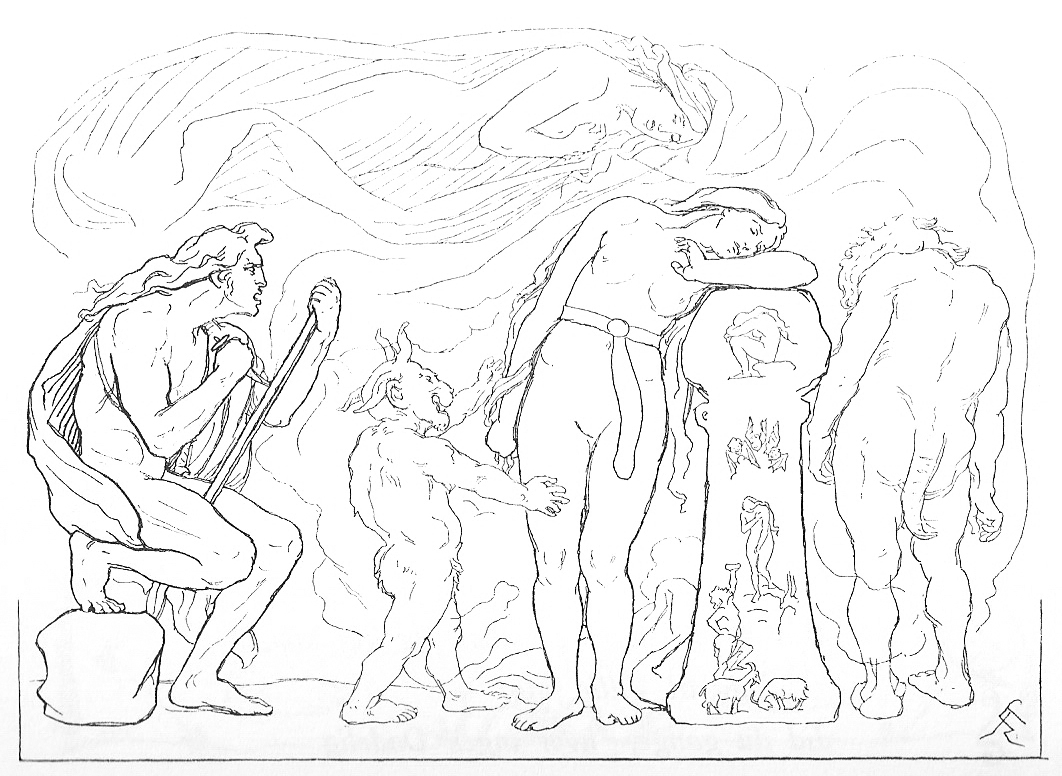
Skírnir a recours à des menaces, décrivant le sort de Gerðr après le refus, Lorenz Frølich (1895).
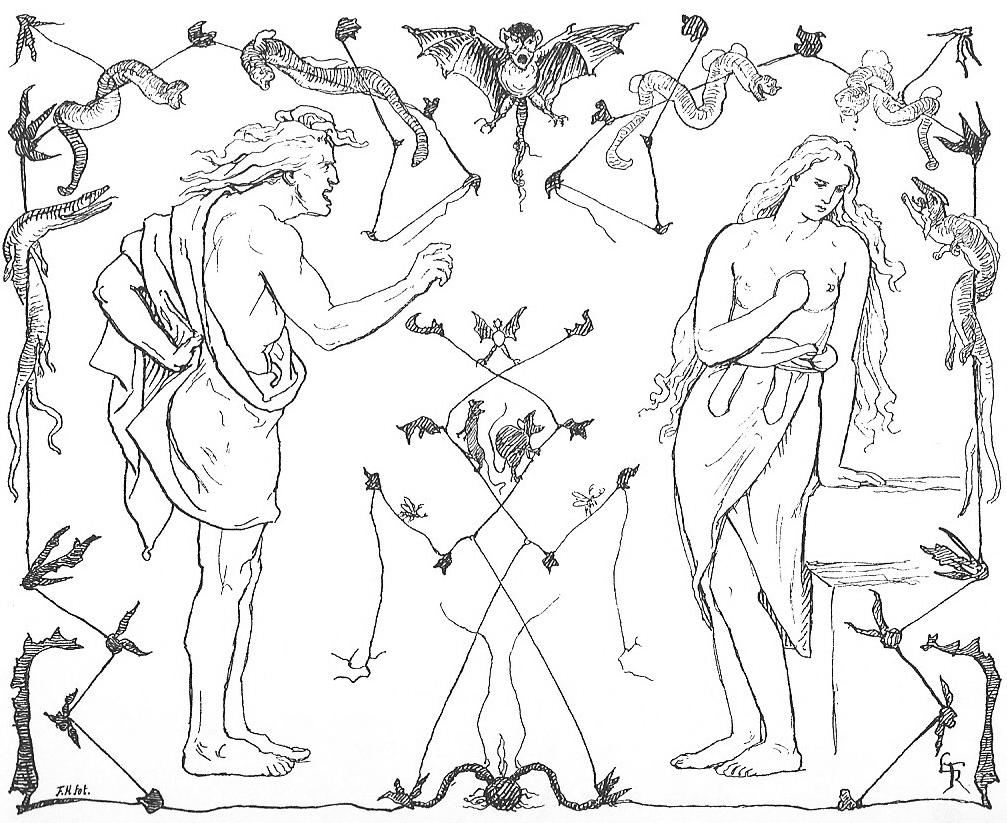
Skírnir continue ses menaces, Lorenz Frølich (1895).
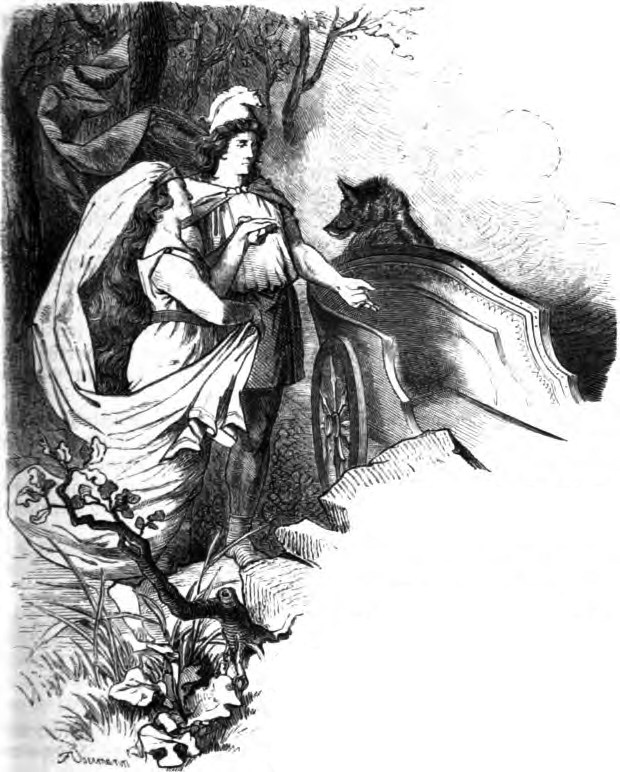
Skírnir persuade Gerðr de le suivre (1882), par Karl Ehrenberg.
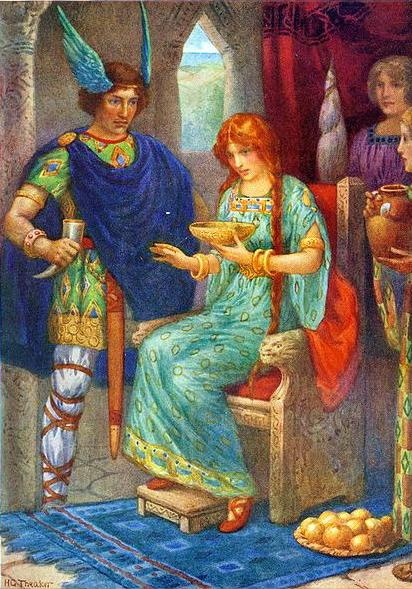
Skyrnir et Gerda (1920), par Harry George Theaker (Children's Stories from the Northern Legends).

### Sources
- Régis Boyer, L'Edda poétique : textes présentés et traduits par Régis Boyer, Fayard, coll. « L'Espace intérieur », 1992.
- Orchard, Andy (1997). Dictionary of Norse Myth and Legend. Cassell  (ISBN 0-304-34520-2).